# Крыжановский, Юрий
Юрий Крыжановский — сибирский воевода XVII века, известный своим лихоимством.
В 1677 из-за его притеснений взбунтовались тунгусы, перебили казаков, бывших с Крыжановским и осадили Охотск. На следствии выяснилось, что он забирал лучших соболей себе, оставляя казне худших, «брал у инородцев жен и детей на блудное дело и делал много разных противозаконных вещей», за что был «выбит кнутом нещадно» и сослан в Даурский острог.